# Церква Успіння Пресвятої Богородиці (Мукачево)
Церква Успіння Пресвятої Богородиці — чинна мурована церква в місті Мукачево на Закарпатті. Парафія Успіння Пресвятої Богородиці належить до Мукачівського благочиння Ужгородсько-Закарпатської єпархії Православної церкви України. Престольне свято — 15 серпня.

## Історія

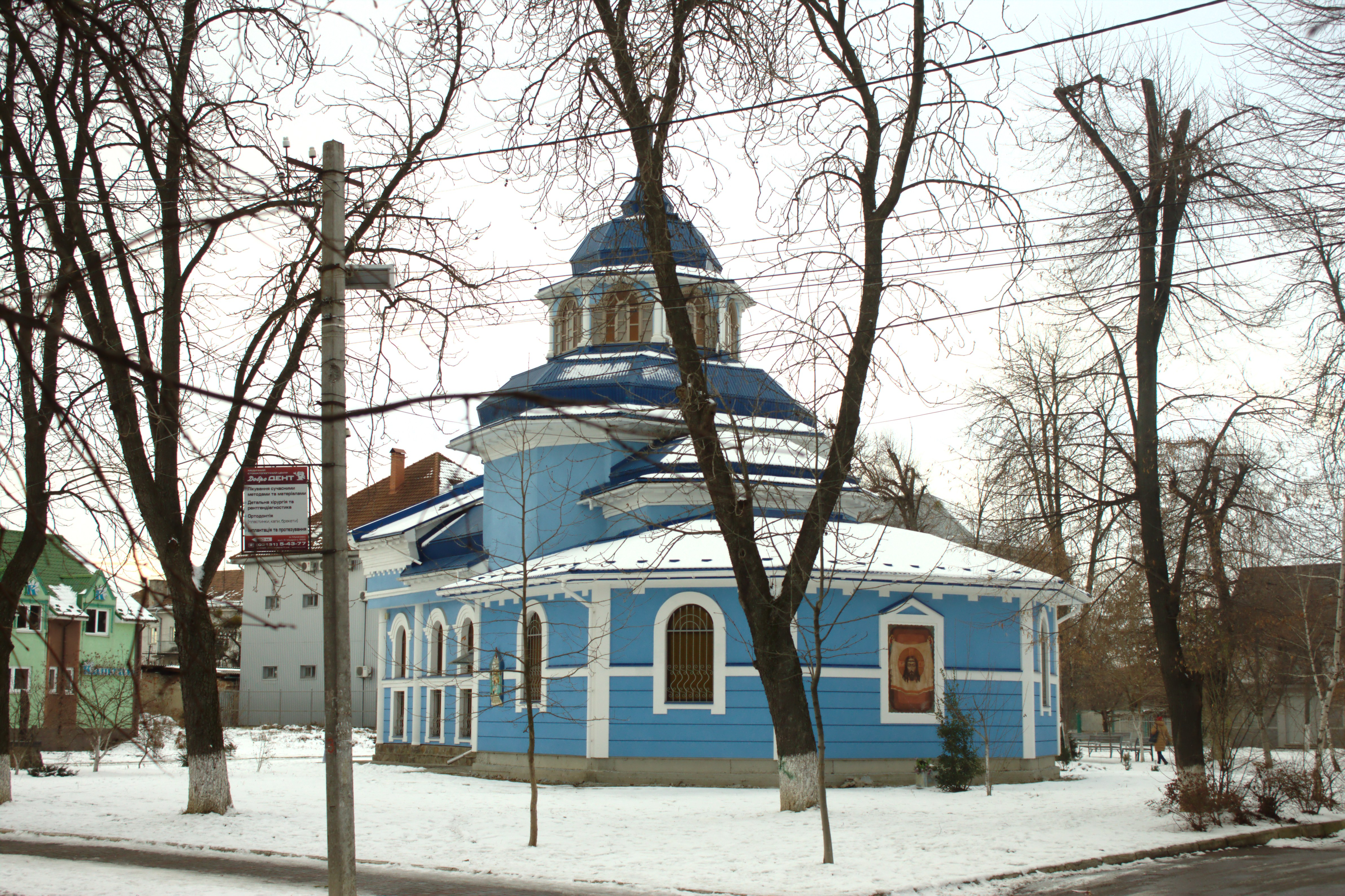

Будівництво церкви розпочалось у 2001 році. 21 вересня 2007 року церкву освятив Святійший Патріарх Київський і всієї Руси-України Філарет. 
На церковному подвір'ї встановлений меморіальний знак пам'яті жерт Голодомору 1932-1933 років, політичних репресій та всіх борців за волю України, який був осв'ячений 25 листопада 2006 року.
У 2009 році була побудована дзвіниця.
25 липня 2017 року в церкві відбулась траурна церемонія попрощання із полеглим в АТО прапорщиком 128-ї окремої гірсько-штурмової бригади Олексієм Калабішком.